# Santiago Morero
Santiago Morero é um futebolista argentino, zagueiro, que atua no Nocerina.
Morero começou sua carreira profissional em 2003, jogando no Douglas Haig, onde permaneceu até 2005 quando se transferiu para outro clube argentino, o Tigre. Em 2008, é contratado pelo ChievoVerona, sendo emprestado em 2012 para o Cesena e vendido para o Siena em 2013.